# Magnum opus
Magnum opus of opus magnum (Latijn: groot werk) is de benaming die meestal aan het hoofdwerk, het grootste of belangrijkste werk van bijvoorbeeld een auteur, wetenschapper of kunstenaar wordt gegeven. Vaak is het een werk waar iemand een groot deel van zijn of haar leven aan heeft besteed. De term 'magnum opus' wordt daarnaast ook gebruikt in de alchemie.

## Enkele voorbeelden
- Titus Livius: Ab Urbe Condita (59 v.Chr.-17 n.Chr.)
- Dante Alighieri: La Divina Commedia (1308-1321)
- Louis de Jong: Het Koninkrijk der Nederlanden in de Tweede Wereldoorlog (1969-1994)
- Hermann Hesse: Het kralenspel (1931-1943)
- J.R.R. Tolkien: The Lord of the Rings (1940-1948)
- Harry Mulisch: De ontdekking van de hemel (Jaren-70-1992)
- Richard Wagner: Der Ring des Nibelungen (1848-1869)

## Kunst
Vaak worden grote (omvangrijke) en bekende werken van kunstenaars beschouwd als hun magnum opus. Er wordt dan verondersteld dat in dat werk het maximale kunnen van de betreffende kunstenaar tot uitdrukking is gekomen. Het wil niet altijd zeggen dat de kunstenaar zelf het betreffende werk als zijn of haar meesterwerk beschouwde, maar eerder dat het werk door kunstkenners en -critici als het beste werk van die kunstenaar wordt aanzien.

## Alchemie
Het 'Grote Werk' is in de alchemie de verwezenlijking van de Steen der Wijzen, het 'projectiepoeder', of het 'elixer'. Deze steen of dit middel zou in staat zijn tot transmutatie van metalen tot edelmetalen als goud en een onfeilbaar geneesmiddel of panacee zijn, dat zelfs onsterfelijkheid kan verlenen. Voorbeelden van alchemisten die naar eigen zeggen het magnum opus hebben volbracht zijn Nicolas Flamel in de 14e eeuw, George Ripley in de 15e eeuw en Fulcanelli in de 20e eeuw.

## Schrijfwijze
Daar Latijn geen plaatsingstaal is, mogen beide schrijfwijzen (opus magnum versus magnum opus) gebruikt worden. Het meervoud van magnum opus is magna opera.